# Our Dating Story: The Experienced You and The Inexperienced Me
Our Dating Story: The Experienced You and The Inexperienced Me (経験済みなキミと、経験ゼロなオレが、お付き合いする話。?, Keikenzumi na kimi to, keiken zero na ore ga, otsukiai suru hanashi, lett. "Questa è la storia di te, che hai esperienza, e di me, che non ho esperienza, che ci incontriamo") è una serie di light novel giapponese scritta da Makiko Nagaoka e illustrata da magako. La serie ha debuttato sotto l'etichetta Fujimi Fantasia Bunko di Fujimi Shobo nel settembre del 2020.
Una versione manga, adattata da Noyama Carpaccio, ha iniziato la serializzazione sul servizio web Gangan Online di Square Enix nel febbraio del 2022.
Un adattamento anime prodotto da ENGI è stato trasmesso da ottobre a dicembre 2023.

## Trama
Ryūto Kashima, un ragazzo malinconico delle scuole superiori, è costretto dopo aver perso una scommessa a confessarsi a Runa Shirakawa, una bellissima ragazza gyaru che si trova in cima alla scala sociale della scuola ed è ammirata da tutti. Runa accetta di uscire con lui semplicemente perché attualmente è "single". Inoltre, dopo la scuola, Runa porta subito Ryūto nella sua stanza come se fosse una cosa normale. Ryūto e Runa sono diversi in praticamente tutto, dagli amici con cui passano il tempo agli hobby. Tuttavia, sono sorpresi dalle loro differenze ogni giorno, le accettano e pian piano si connettono l'uno con l'altro.

## Media

### Light novel
Scritta da Makiko Nagaoka con le illustrazioni di magako, la serie ha esordito sotto l'etichetta Fujimi Fantasia Bunko di Fujimi Shobo il 19 settembre 2020. Un video promozionale è stato diffuso sul canale ufficiale di YouTube di Kadokawa il 15 luglio 2021 per presentare la serie, con Momo Asakura nel ruolo di Runa Shirakawa. Fino a settembre 2023 sono stati pubblicati sette volumi.
Nel settembre 2023, J-Novel Club ha ufficializzato l'acquisizione dei diritti per la pubblicazione in lingua inglese dei romanzi.
| Nº | Data di prima pubblicazione | Data di prima pubblicazione | Data di prima pubblicazione |
| Nº | Giapponese                  | Giapponese                  |                             |
| -- | --------------------------- | --------------------------- | --------------------------- |
| 1  | 19 settembre 2020           | ISBN 978-4-04-073809-3      |                             |
| 2  | 19 marzo 2021               | ISBN 978-4-04-073993-9      |                             |
| 3  | 18 settembre 2021           | ISBN 978-4-04-074213-7      |                             |
| 4  | 19 febbraio 2022            | ISBN 978-4-04-074286-1      |                             |
| 5  | 16 settembre 2022           | ISBN 978-4-04-074539-8      |                             |
| 6  | 17 marzo 2023               | ISBN 978-4-04-074540-4      |                             |
| 7  | 20 settembre 2023           | ISBN 978-4-04-075011-8      |                             |

### Anime
| Nº | Titolo italiano Giapponese 「Kanji」 - Rōmaji | In onda          | In onda |
| Nº | Titolo italiano Giapponese 「Kanji」 - Rōmaji | Giapponese       |         |
| 1  | Tu, l'esperta, io, il novellino: La dichiarazione 「経験済みなキミに、経験ゼロなオレが、告白する話。」 - Keikenzumi na Kimi ni, Keiken Zero na Ore ga, Kokuhaku Suru Hanashi                       | 6 ottobre 2023   |         |
| 2  | Tu, l'esperta, io, il novellino: Il primo appuntamento 「経験済みなキミと、経験ゼロなオレが、初デートする話。」 - Keikenzumi na Kimi to, Keiken Zero na Ore ga, Hatsu Dēto Suru Hanashi            | 13 ottobre 2023  |         |
| 3  | Tu, l'esperta, io, il novellino: La sorpresa 「経験済みなキミに、経験ゼロなオレが、サプライズする話。」 - Keikenzumi na Kimi ni, Keiken Zero na Ore ga, Sapuraizu Suru Hanashi                     | 20 ottobre 2023  |         |
| 4  | Tu, l'esperta, tu, la novellina: La gelosia 「経験済みなキミに、経験ゼロなキミが、嫉妬する話。」 - Keikenzumi na Kimi ni, Keiken Zero na Kimi ga, Shitto Suru Hanashi                              | 27 ottobre 2023  |         |
| 5  | Tu, l'esperta, io, il novellino: La notte insieme 「経験済みなキミと、経験ゼロなオレが、お泊まりする話。」 - Keikenzumi na Kimi to, Keiken Zero na Ore ga, Otomari Suru Hanashi                    | 3 novembre 2023  |         |
| 6  | Tu, l'esperta, un altro, l'esperto: Il tradimento? 「経験済みなキミが、経験済みな誰かと、浮気する話？」 - Keikenzumi na Kimi ga, Keikenzumi na Dareka to, Uwaki Suru Hanashi?                      | 10 novembre 2023 |         |
| 7  | Tu, l'esperta, io, il novellino: Andiamo al festival estivo 「経験済みなキミと、経験ゼロなオレが、夏まつりに行く話。」 - Keikenzumi na Kimi to, Keiken Zero na Ore ga, Natsumatsuri ni Iku Hanashi | 17 novembre 2023 |         |
| 8  | Tu, l'esperta, noi, i novellini: Il gioco di sopravvivenza 「経験済みなキミと、経験ゼロなオレたちが、サバゲーする話。」 - Keikenzumi na Kimi to, Keiken Zero na Oretachi ga, Sabagē Suru Hanashi   | 24 novembre 2023 |         |
| 9  | Tu, l'esperta, io, il novellino: La corsa insieme 「経験済みなキミと、経験ゼロなオレが、いっしょに走る話。」 - Keikenzumi na Kimi to, Keiken Zero na Ore ga, Issho ni Hashiru Hanash               | 1º dicembre 2023 |         |
| 10 | Tu, l'esperta, io, il novellino: Due strade diverse 「経験済みなキミと、経験ゼロなオレが、すれちがう話。」 - Keikenzumi na Kimi to, Keiken Zero na Ore ga, Surechigau Hanashi                      | 8 dicembre 2023  |         |
| 11 | Tu, l'esperta, io, il novellino: La rottura 「経験済みなキミと、経験ゼロなオレが、お別れする話。」 - Keikenzumi na Kimi to, Keiken Zero na Ore ga, Owakare Suru Hanashi                            | 15 dicembre 2023 |         |
| 12 | Tu, l'esperta, io, il novellino: Facciamo esperienza 「経験済みなキミと、経験ゼロなオレが、経験する話。」 - Keikenzumi na Kimi to, Keiken Zero na Ore ga, Keiken Suru Hanashi                      | 22 dicembre 2023 |         |